# Wilhelm Heckmann
Wilhelm Heckmann (Wellinghofen, 26 de junio de 1897 - Wuppertal, 10 de marzo de 1995) fue un músico alemán. De 1937 a 1945 estuvo preso en los campos de concentración de Dachau y Mauthausen. En Mauthausen fundó la primera capilla musical de presos y estuvo implicado en la creación de la gran orquesta de presos.

## Vida
Hijo del tabernero Adolf Heckmann, Willi Heckmann creció en el ambiente de bares de Altena (Westfalia). Tras la Primera Guerra Mundial, en la que participó en el Vaterländischer Hilfsdienst und Wehrdienst, estudió en el conservatorio local en Hagen (Westfalia) las asignaturas de cantante tenor y piano, entre otros, con Otto Laugs.
En la década de 1920 actuó como el «Tenor renano» en Wuppertal, Altena, Rheydt, Zúrich y Berlín; además acompañaba películas mudas al piano, entre otros, en el cine Zentraltheater en Altena y el Thalia en Wuppertal. A principios de la década de 1930 siguieron conciertos en Stuttgart, Gotha y Düsseldorf. A partir de 1934, con el aumento de la presión por parte del gobierno nazi sobre los músicos profesionales para conformarse a la línea del partido y la política de Gleichschaltung (uniformización) de la cultura desde el punto de vista popular/racista, con la marginación de la «música degenerada» y la exigencia de la creación de una música popular ligera (Schlager), Heckmann recibió cada vez mejores críticas en la revista de música Das Deutsche Podium («El podio alemán»), revista de propaganda a favor de la música alemana: 

[...] hat sich im Laufe der vielen Monate einen großen Stamm von Freunden und Gönnern gewonnen [...] mit fein durchgebildeter Tenorstimme [...]
[...] Willi Heckmann, der übrigens musikalisch gar nichts vermissen lässt [...] an Tonvolumen reicht seine Darstellung für den Raum aus [...] Klavierspiel, schönes Akkord, ein und durchgebildeter Gesang, mit allem wartet Herr Heckmann auf [...]
[...] se ha ganado a lo largo de muchos meses una gran base de amigos y mecenas [...] con una fina y muy entrenada voz de tenor [...]
[...] Willi Heckmann, que musicalmente no deja nada que desear [...] en cuanto a volumen de voz, su representación es suficiente para el espacio [...] piano, bonitos acordes, canto estudiado, todo ofrece el Señor Heckmann [...]
Das Deutsche Podium. Fachblatt für Ensemble-Musik und Musik-Gaststätten, n°. 31, p.15 + n°. 36, S. 10. Brückner-Verlag München, 1935.

Le siguieron actuaciones y contratos en Stuttgart, Gotha, Múnich, Partenkirchen y Passau. Allí fue detenido por sorpresa, sin causa urgente y sin orden judicial, el 29 de julio de 1937 por la Gestapo. Posteriormente fue interrogado y enviado al campo de concentración de Dachau en «prisión preventiva», citando como justificación un antiguo caso de homosexualidad, por el Artículo 175. Las razones exactas de la detención y el envío a Dachau no han podido ser aclaradas.

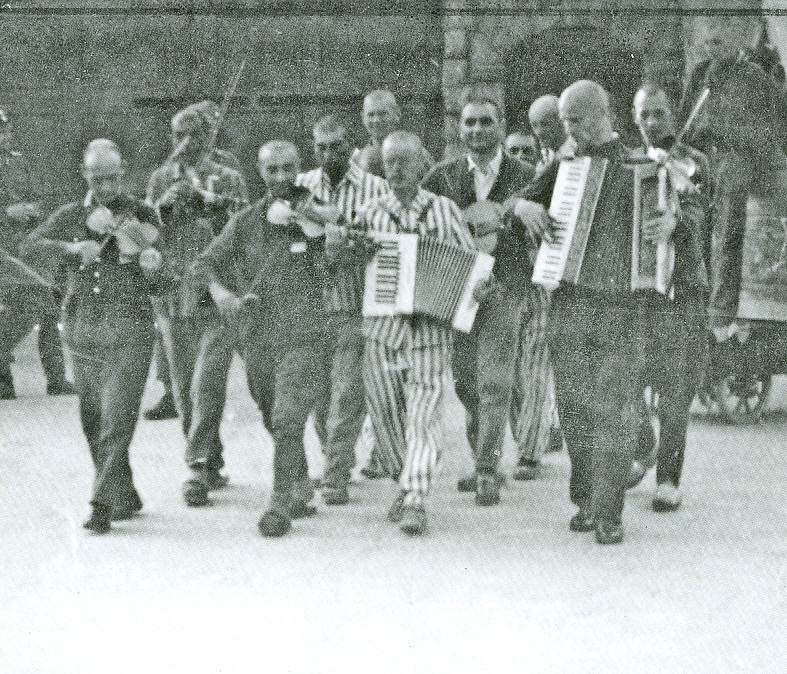
Capilla musical del campo de concentración de Mauthausen, el 30 de julio de 1942.

A principios de la II Guerra Mundial fue enviado a Austria, al campo de concentración de Mauthausen. Allí trabajó en la cantera de piedra «Wiener Graben», pero pudo montar un trío musical a partir de 1940, que tocaba diferentes tipos de música en para familiares de soldados de las SS, visitas de invitados importantes y en el casino. En las fotos realizadas el 30 de julio de 1942 a la «Orquesta gitana» por el departamento de fotografía de las SS, acompañado al preso fugado y vuelto a detener, Hans Bonarewitz, Willi Heckmann se encuentra en la primera fila de los músicos, en la posición que da el tono musical. A la derecha, a su lado, con un gran acordeón, se encuentra el kapo de la oficina de correos Georg Streitwolf. Tras una visita al campo de concentración de Heinrich Himmler en otoño de 1942, este ordenó la creación de una gran orquesta, lo que se realizó «con ayuda o por mediación del Heckmann, del Rumbauer y de un médico checo». Esta orquesta tocó regularmente hasta la liberación marchas y música popular y clásica. «El que tocaba la harmónica y cantante era Willi Heckmann». Hackman, a partir de su colaboración en la gran orquesta, fue tratado como un kapo y se libró de las tareas más duras, dedicándose en un kommando a tareas fáciles como el transporte o la desinfección. Sus talentos musicales evidentemente fueron instrumentalizados por la dirección de las SS para influir emocionalmente en la vida del campo. Heckmann permaneció en el campo de Mauthausen hasta su liberación el 5 de mayo de 1945.
Tras su liberación del campo, intentó volver a retomar su vida como músico profesional, pero lo consiguió sólo de forma parcial el resto de su vida. Tras los muchos años de trabajos forzados en la cantera de piedra de Mauthausen, sufría de reuma y de una inflamación de los nervios en los hombros y brazos, lo que le obstaculizaba el trabajo en su profesión. En 1954 solicitó una reparación o indemnización , que fue rechazada en 1960 con el argumento de que «sólo fue detenido como homosexual por un delito contra el artículo 175». Por lo que no existía derecho a una indemnización.
Durante la posguerra, Wilhelm Heckmann trabajó hasta aproximadamente 1964 como músico en diferentes hoteles y bares como solista. Murió el 10 de marzo de 1995 en Wuppertal, a los 97 años.